# Sebastião Couto
Sebastião Couto, mais conhecido como Tunga (Bananal, 17 de Dezembro de 1908), é um ex-futebolista brasileiro que atuava como volante.[carece de fontes?]
A trajetória de Tunga no futebol profissional discorreu entre os anos de 1932 e 1941, o mesmo tempo que durou sua passagem pelo Palestra Itália. Tendo apenas atuado pela agremiação italiana em toda sua carreira, Sebastião Couto conquistou o título estadual com a camisa alviverde em cinco oportunidades, sendo uma delas invicto, em 1932. Ainda foi titular da Seleção Brasileira na campanha do vice-campeonato Sul-Americano (atual Copa América) de 1936, tendo atuado em todos os jogos como titular.

## Títulos
Estaduais:
Campeonato Paulista: 1932, 1933, 1934, 1936 e 1940
Campeonato Paulista Extra: 1938
Inter-Estaduais:

Torneio Rio-São Paulo: 1933